# 红帕赫拉区
红帕赫拉区（俄語：Краснопахорский район）是莫斯科特罗伊茨克行政区的一区，2024年5月8日组成，选举了尤里·尼古拉耶维奇·尼亚尼丘尔作区长。